# مارک گاردینر
مارک گاردینر (انگلیسی: Mark Gardiner؛ زادهٔ ۲۵ دسامبر ۱۹۶۶) بازیکن فوتبال اهل بریتانیا است.
از باشگاه‌هایی که در آن بازی کرده‌است می‌توان به باشگاه فوتبال نانت‌ویچ، باشگاه فوتبال سوئیندون تاون، باشگاه فوتبال کرو آلکساندرا، باشگاه فوتبال مکلسفیلد تاون، باشگاه فوتبال تورکی یونایتد، باشگاه فوتبال فردریکستاد، باشگاه فوتبال نورتویچ ویکتوریا، و باشگاه فوتبال لیک تاون اشاره کرد.